# Cigarillo

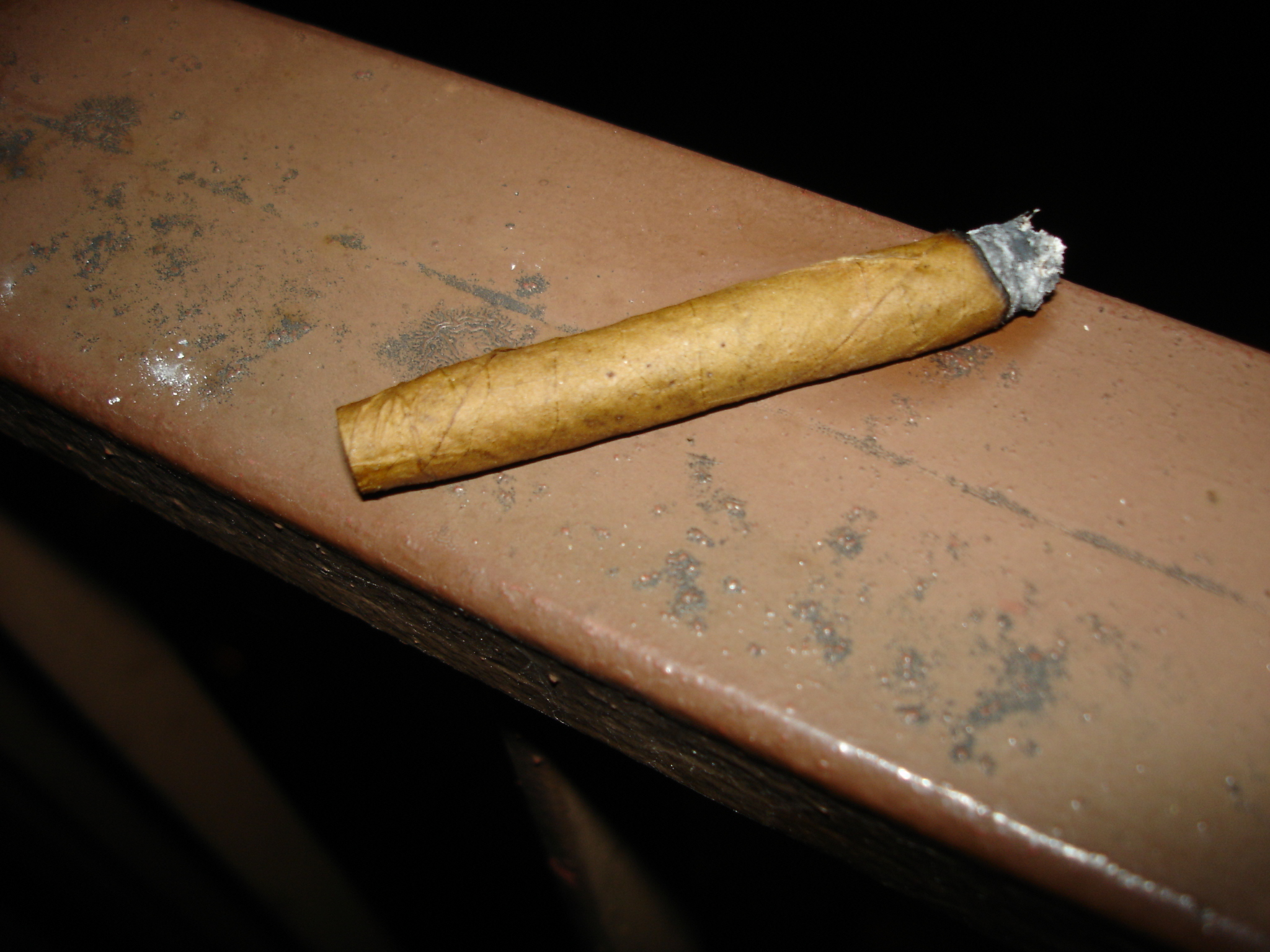
Un cigarillo en train de brûler.

Un cigarillo est un type de cigare de petite taille et au goût un peu âcre. Bien qu'étant d'une taille proche de celle de la cigarette, son goût en est éloigné.
En général, un cigarillo contient environ 3 g de tabac. Sa longueur varie de 6 à 9 cm et son diamètre est d'environ 5 à 8 mm. À titre comparatif, une cigarette américaine contient moins de 1 g de tabac, a une longueur d'environ 11 cm et un diamètre de 10 mm.
L'achat de cigarillo se fait à l'unité ou par boîtes de quantités variables dans un bureau de tabac.
Les effets du tabac sur la santé sont nombreux. La consommation régulière favorisée par la nicotine entraîne entre autres un risque de survenue de cancers et de maladies cardiovasculaires. L'arrêt de la consommation permet de diminuer les risques.